# 姐姐 (2019年電影)
是一部於2019年上映的韓國動作片，由《夏娃的诱惑：天使》的導演林景澤執導，李是英、朴世婉、李浚赫、崔鎮鎬主演，2019年1月1日在韓國上映。

## 劇情梗概
朴仁愛是一名貼身警衛，在一次執行任務的過程中，為了保護目標而攻擊了持刀歹徒，因此被判刑1年6個月。朴仁愛出獄後，回到家與唯一的親人，自己的親妹妹朴恩惠（朴世婉飾）相聚。兩個人激動地擁抱在一起，訴說著這段時間的思念之情。而朴恩惠是一個智力不太健全的孩子。朴恩惠在睡前向姊姊表示不想上學，臉上也流露出恐懼的神情，但是朴仁愛並沒有察覺到朴恩惠的異樣，仍哄著她必需去上學。
隔日放學後，朴恩惠被學校的不良少女們強行帶去歌廳，還扒了她的衣服拍下了影片。朴恩惠央求不良少女們放她走，但她們非但不聽，還把朴恩惠拽到一個聚會上。在聚會中，有三名男生動起歪腦筋逼著朴恩惠讓她假裝是特種行業的小姐。她只好被逼著和男人去賓館開房間，然後假裝要去衛生間，其實是去給那幾個男生發簡訊，告訴他們房間號。收到訊息後，三個男生就會來到房間，假借救自己的朋友，實為敲詐勒索。而這招屢試不爽，直到他們遇到了一個滿身都是刺青的河尚萬（李亨哲飾）。
朴仁愛一整晚都在找朴恩惠，去了包括歌廳、網咖、酒吧、遊戲廳等場所仍未果。第二天早上朴仁愛決定去學校找朴恩惠，但怕朴恩惠覺得丟臉，特意穿上了朴恩惠省吃儉用為自己買的紅色連衣裙和紅色高跟鞋。到了學校發現朴恩惠也不在教室，然而老師對朴恩惠的失蹤不以為然，還怪朴仁愛不親自接送朴恩惠，亦指責她為何朴恩惠有障礙卻不送去特殊學校？朴仁愛傷心地剛要從學校出來，朴恩惠的同班同學叫住了朴仁愛並給她看了昨天那些不良少女拍的影片。朴仁愛陸續教訓了不良少女們和逼著朴恩惠裝成小姐的男生，接著順著線索去找朴恩惠，也一一向紋身男河尚萬、經營風化場所的鄭老闆（金元海飾）、雜貨店老闆、照相館老闆和修車工吳長石（金正八飾）等人報仇，因為這些人均曾性侵犯過朴恩惠。
最終，朴仁愛得知最後是由一位議員朴永春（崔鎮鎬飾）的手下韓正宇（李浚赫飾）所帶走，而朴永春曾在兩年前對朴恩惠下過手，朴仁愛在那次的事發當下將朴永春的眼睛戳瞎。朴仁愛通過韓正宇找到了朴永春但未能成功將其殺害，他在逃跑的途中去電韓正宇命令他安排一波人手過來支援，並唆使他將身上持有的藥劑全數注射至朴恩惠，韓正宇在通話結束後決定要幫助朴仁愛，再次告訴她朴永春所在的位置，但他也因此被朴永春殺害了。朴仁愛終將致對方於死地，找到了朴恩惠。但這時的朴恩惠已經被注射了大量的藥劑，而朴仁愛也因腹部被捅了一刀，血流不止。最後，朴仁愛駕著車，用手捂著腹部，朴恩惠則安詳地睡在副駕駛座上，朴仁愛因血流過多，意識逐漸模糊，兩個人就這樣團聚，駛向一片光亮。

## 演員陣容

### 主要人物
- 李是英 飾演 朴仁愛
- 朴世婉 飾演 朴恩惠
- 李浚赫 飾演 韓正宇
- 崔鎮鎬 飾演 朴永春

### 其他人物
- 李亨哲 飾演 河尚萬
- 金元海 飾演 鄭老闆
- 申哲民 飾演 超市主人
- 金基武（朝鲜语：김기무） 飾演 照相館主人
- 尹頌雅（朝鲜语：윤송아） 飾演 按摩女
- 文秀彬（朝鲜语：문수빈） 飾演 惠美
- 朱仁瑞 飾演 智友
- 金藝珍 飾演 素英
- 薛正煥 飾演 志哲
- 郭仁俊 飾演 金代表
- 具惠玲（朝鲜语：구혜령） 飾演 雜貨店老闆的妻子
- 李相勳（朝鲜语：이상훈 (1976년)） 飾演 No.2
- 金浩鎮 飾演 No.3
- 蔡煥（朝鲜语：채환） 飾演 按摩院男職員

### 友情出演
- 金正八（朝鲜语：김정팔） 飾演 汽車維修店老闆吳長石
- 安世河 飾演 貸款公司員工
- 李子恩（朝鲜语：이자은） 飾演 河尚萬的妻子

## 外部連結
- Daum上《姐姐》的資料

- 韩国电影数据库（KMDb）上《姐姐》的資料
- 互联网电影数据库（IMDb）上《姐姐》的资料（英文）
- 《姐姐》在HanCinema的页面（英文）
- 豆瓣电影上《姐姐》的資料 （简体中文）